# Prasinocyma rhodocycla
Prasinocyma rhodocycla är en fjärilsart som beskrevs av Louis Beethoven Prout 1917. Prasinocyma rhodocycla ingår i släktet Prasinocyma och familjen mätare. Inga underarter finns listade i Catalogue of Life.